# ماریام آسلامازیان
ماریام آرشاکی آسلامازیان (ارمنی: Մարիամ Արշակի Ասլամազյան؛ ۲۰ اکتبر ۱۹۰۷، روستای باش-شیراک، نزدیکی گیومری – ۱۶ ژوئیهٔ ۲۰۰۶، مسکو) یک نقاش اهل ارمنستان-روسیه بود.
خواهر وی «یرانوهی آسلامازیان» نیز نقاش بود. مجموعه‌ای بزرگ از آثار ماریام و خواهرش در «خانه-موزه خواهران آسلامازیان» در زادگاهشان گیومری نگهداری می‌شود. ماریان از شاگردان «استپان آقاجانیان» و «کوزما پتروف-وودکین» بود. ماریان آسلامازیان در مسکو درگذشت و در پانتئون کومیتاس، ایروان به خاک سپرده شد.

## جوایز
- جایزه هنرمند مردمی اتحاد جماهیر شوروی (۱۹۹۰)
- هنرمند مردمی ارمنستان شوروی (۱۹۶۵)

## نقاشی مشهور
- بازگشت قهرمان (۱۹۴۲)
- من هفتاد ساله هستم (۱۹۸۰)
- همسایگان پر سر و صدا (۱۹۸۱)

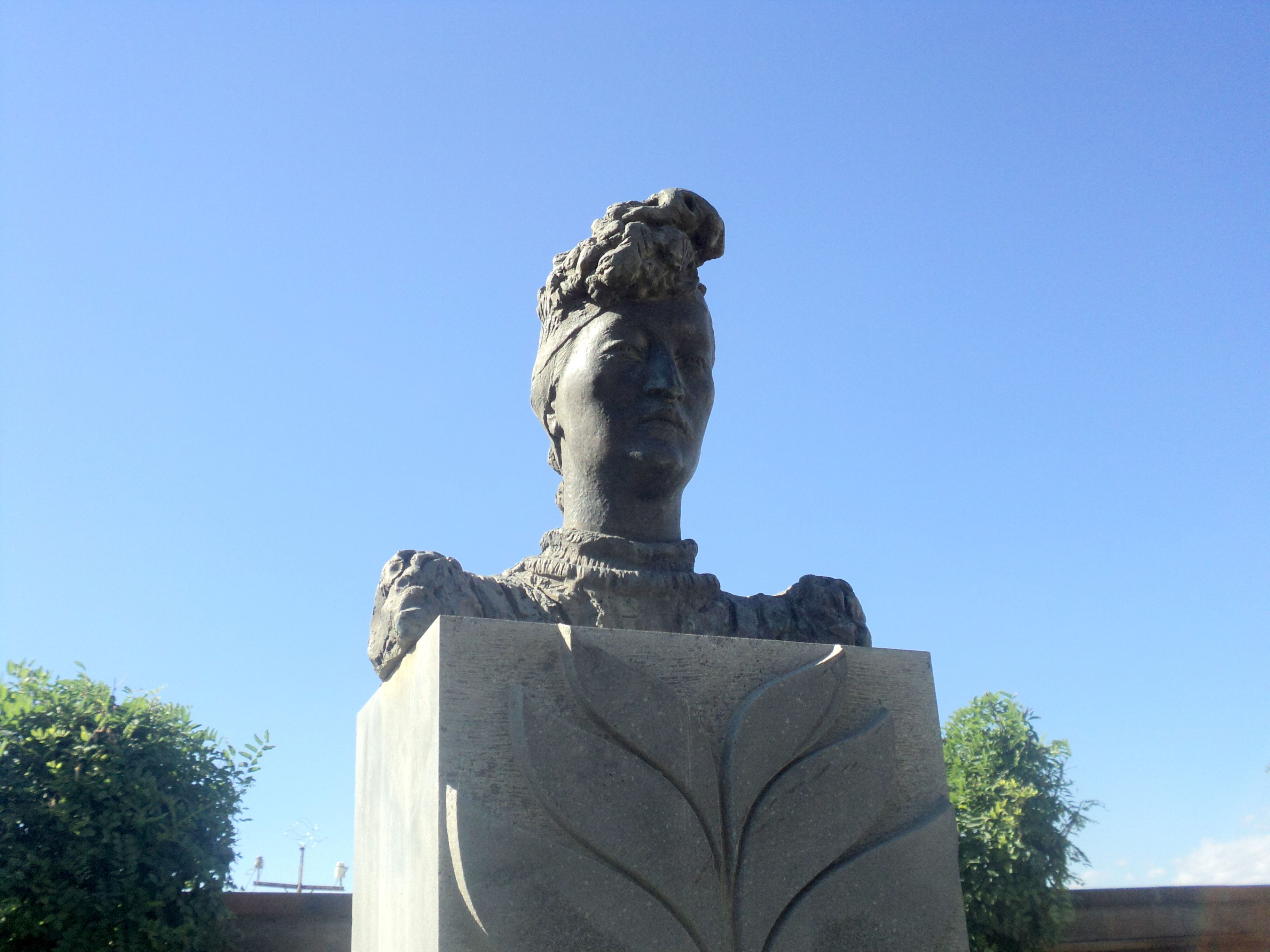
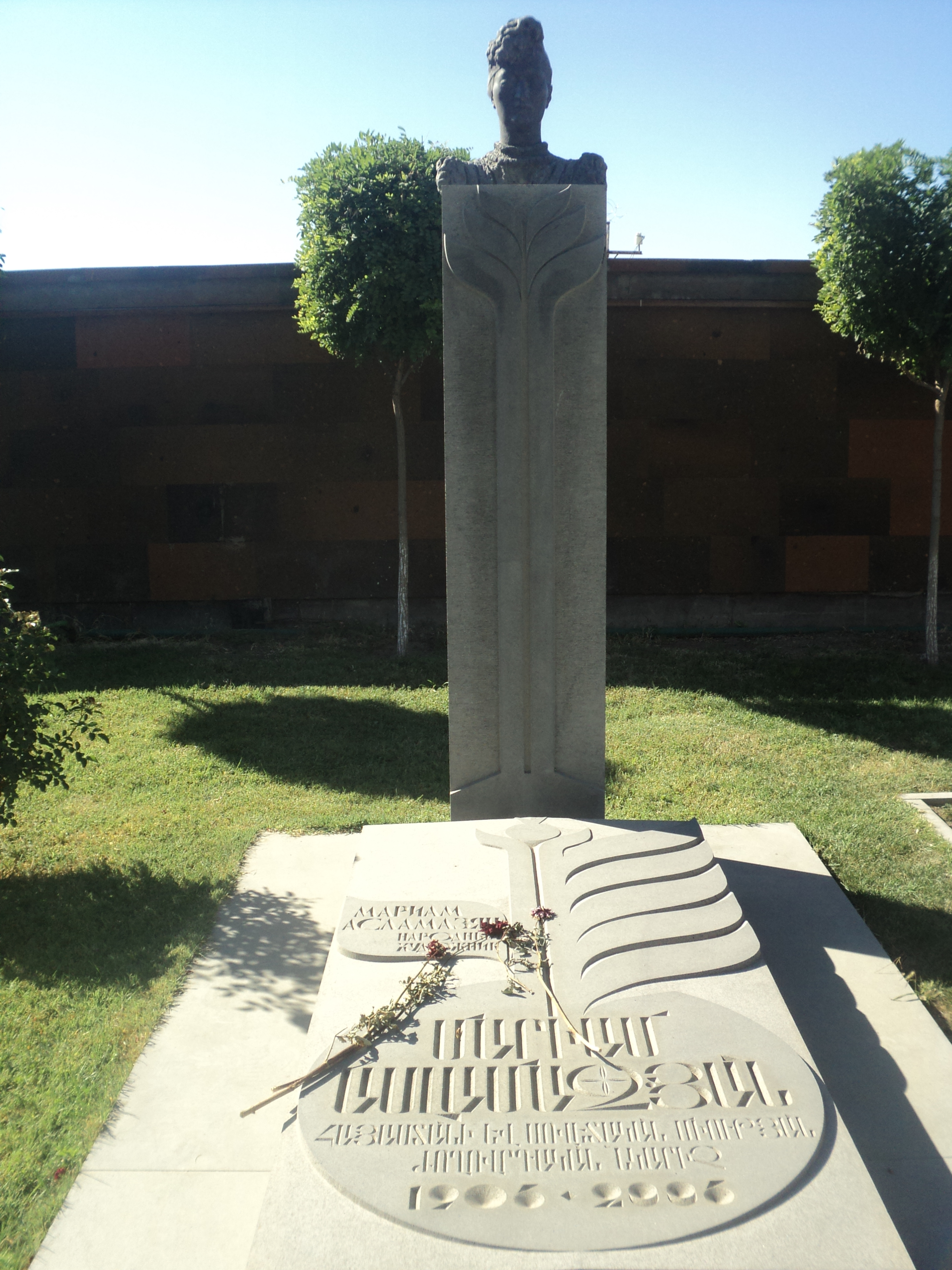
Մարիամ Ասլամազյանի կիսանդրին Կոմիտասի անվան պանթեոնում
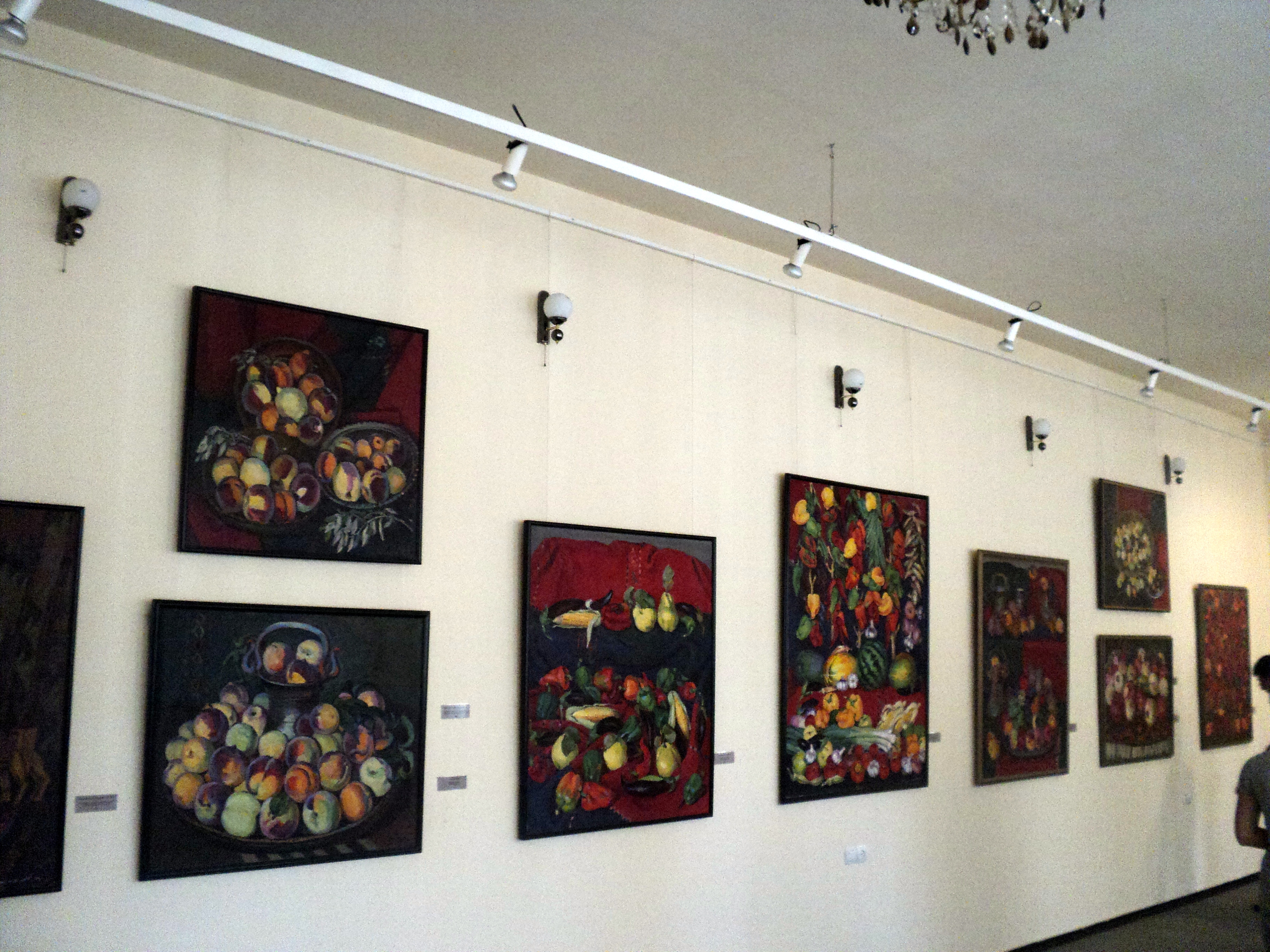
«Ասլամազյան քույրերի թանգարան» , گیومری
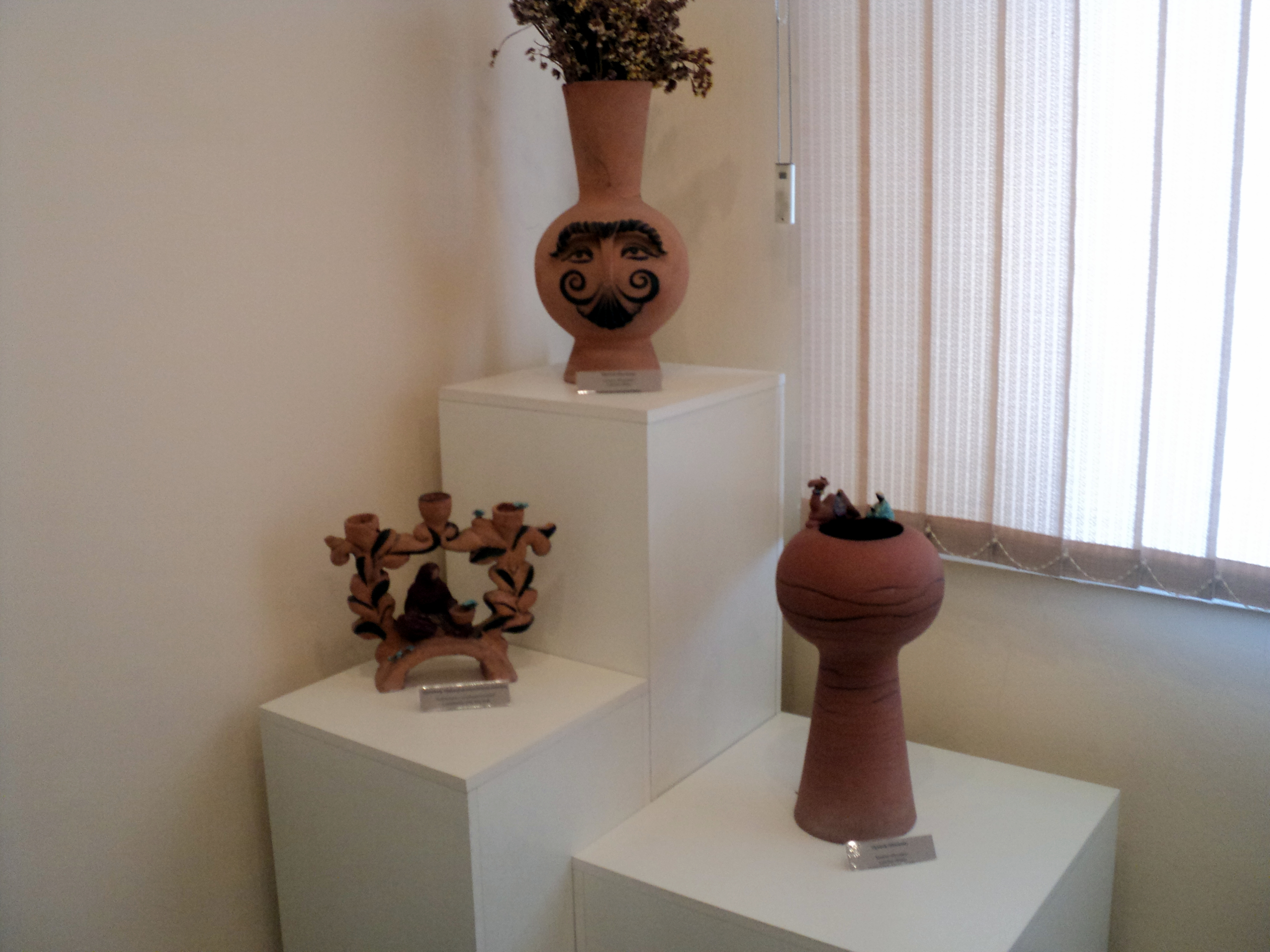
«Ասլամազյան քույրերի թանգարան», گیومری